# 11371 Кемлі
11371 Кемлі (11371 Camley) — астероїд головного поясу, відкритий 17 серпня 1998 року.
Тіссеранів параметр щодо Юпітера — 3,598.